# Ichneumon stuttgardiensis
Ichneumon stuttgardiensis är en stekelart som beskrevs av Cuvier 1833. Ichneumon stuttgardiensis ingår i släktet Ichneumon och familjen brokparasitsteklar. Inga underarter finns listade i Catalogue of Life.